# Lino Begnini
Lino Begnini (San Michele Extra, 14 giugno 1916 – ...) è stato un calciatore e allenatore di calcio italiano, di ruolo centrocampista.

## Carriera
Ala, giocò in Serie A con le maglie di Bari, Venezia e Vicenza.